# أورانس الشمري
أورانس محمد الشمري ، لاعب كرة قدم كويتي. يلعب مع نادي الجهراء.